# Leyenburg (buitenplaats)
Leyenburg was een buitenplaats in de Nederlandse stad Den Haag, stadsdeel Loosduinen. Van de buitenplaats zijn alleen de oprijlaan en een parkje met waterpartij bewaard gebleven.
De 20e-eeuwse woonwijk Leyenburg is naar de buitenplaats vernoemd.

## Geschiedenis
In de 15e eeuw stond er al een hoeve met de naam Hoeckwoning. Vanaf de 17e eeuw was Leyenburg in handen van voorname Hagenaren die de locatie als buitenplaats gebruikten. Aan de boerderij zal een herenhuis of herenkamer zijn gebouwd zodat de eigenaar er kon verblijven tijdens zijn bezoeken.
In 1757 bestond Leyenburg uit een herenhuis met tuinmanshuis, stal en koetshuis. Verder waren er bossen en warmoesland.

### Inkrimping
Een kaart uit 1839 toont een landgoed van acht hectare groot met diverse gebouwen, weidegrond, bos en moestuin. Wilhelmina, dochter van douairière Van Beresteyn, verkocht Leyenburg in 1842 aan de heer Wouters en delen van het grondgebied van Leyenburg werden nu afgestoten.
In 1845 kwam de buitenplaats in bezit van Charles Theodore Jean baron de Constant Rebecque, tot aan zijn overlijden 1870. Van 1883 tot 1901 woonde burgemeester mr. Henri Adolphe van de Velde in de Leyenburg. Het grondgebied dat bij de buitenplaats hoorde, was inmiddels geslonken tot twee hectare.

### Openluchtschool
In 1925 werd Leyenburg verkocht aan de gemeente Den Haag. Eind 1927 maakte de gereformeerde kerk gebruik van het landhuis voor zijn kerkdiensten. In 1929 werd het landhuis door de gemeente in gebruik genomen als Openluchtschool: er volgde een verbouwing waarbij er ruimte kwam voor vier klaslokalen, een eetzaal, een keuken en kamers voor de onderwijzers en dokter. In 1932 werden lighallen toegevoegd voor de rustende leerlingen.

Leyenburg rond 1600

### Sloop
De Openluchtschool verhuisde in 1985 waarna de Leyenburg werd gesloopt. Een beschilderd plafond is voordien nog uit het landhuis gehaald en naar het jongerencentrum OLS overgebracht, dat op het terrein stond van Leyenburg.
Van het restant van het landgoed werd in 1995 een openbaar park gemaakt.